# Il cav. Costante Nicosia demoniaco ovvero: Dracula in Brianza
Pour plus de détails, voir Fiche technique et Distribution.
Il cav. Costante Nicosia demoniaco ovvero: Dracula in Brianza est un film italien réalisé par Lucio Fulci et sorti en 1975.

## Synopsis
En Lombardie, au début des années 1970, Costante Nicosia est un industriel de la Brianza d'origine sicilienne. Il est très superstitieux et dirige son usine de dentifrice avec une grande autorité. En voyage d'affaires en Roumanie, il rencontre dans l'avion le comte Dragulescu qui l'invite à passer le week-end dans son château en Transylvanie.
Costante refuse d'abord, mais alors qu'un contretemps le contraint à rester en Roumanie, il décide de répondre favorablement à l'invitation du comte. Arrivé au château, le Comte l'accueille avec un grand dîner où Costante se saoule abondamment. Le lendemain matin, il se réveille avec le comte dans son lit. Bouleversé par cette découverte, il retourne précipitamment en Italie, secrètement convaincu qu'il est devenu homosexuel.
Par pur hasard, il se retrouve à goûter du sang et découvre qu'il aime ça et que ça le revigore. Il ne comprend pas pourquoi et attribue cela à une malédiction que lui a jetée sa tante Maria, qui conseille à Costante de rendre visite au magicien de Noto. Le magicien fourbe fait croire à Costante qu'il a exorcisé la malédiction avec succès, mais une fois rentré chez lui, Costante mord sa belle épouse qui le jette hors de la maison. Lorsqu'il se rend compte qu'il n'est ni homosexuel ni victime d'un mauvais œil, il doit se rendre à l'évidence : il est devenu un vampire.
Désespéré, Costante va d'aventure en aventure, tentant maladroitement de boire du sang. Un matin, dans l'usine, une ouvrière, en signe de protestation, se coupe les veines du poignet. Lorsqu'il voit le sang couler, Costante a l'idée d'organiser une banque du sang pour en avoir toujours à disposition.

## Fiche technique
Sauf indication contraire, les informations mentionnées dans cette section peuvent être confirmées par la base de données cinématographiques IMDb,  présente dans la section « Liens externes ».
- Titre original : Il cavaliere Costante Nicosia demoniaco ovvero: Dracula in Brianza (litt. « Le chevalier démoniaque Costante Nicosia ou Dracula à Brianza »)
- Réalisateur : Lucio Fulci
- Scénario : Lucio Fulci, Pupi Avati, Mario Amendola, Bruno Corbucci
- Photographie : Sergio Salvati (it)
- Montage : Ornella Micheli (it)
- Musique : Vince Tempera, Fabio Frizzi, Fabio Frizzi
- Producteur : Mario Mariani
- Sociétés de production : Coralta Cinematografica
- Pays de production :  Italie
- Langue de tournage : italien
- Format : Couleurs - 2,35:1 - Son mono - 35 mm
- Durée : 100 minutes
- Genre : Comédie horrifique et fantastique
- Dates de sortie :
  - Italie : 21 août 1975
  - Espagne : 31 août 1981
- Interdit aux moins de 12 ans

## Distribution
- Lando Buzzanca : Le chevalier Costante Nicosia
- Sylva Koscina : Mariù, la femme du chevalier
- Rossano Brazzi : Dr. Paluzzi
- John Steiner : Comte roumain
- Moira Orfei : Bête Vorace
- Christa Linder : Liù Pederzoli
- Ciccio Ingrassia : Salvatore, le mage de Noto
- Valentina Cortese : Olghina Franchetti
- Francesca Romana Coluzzi : Wanda Torsello
- Franco Nebbia (it) : Meniconi
- Antonio Allocca : Peppino
- Giampaolo Rossi : Colombo
- Michele Cimarosa (it) : Salvatore Cannata
- Mauro Vestri (it) : Un intervieweur
- Ugo Fangareggi : Pratai, le domestique du comte
- Grazia Spadaro : Zia Maria
- John Bartha : Le portier de l'auberge
- Belsana Arfenone : La secrétaire du chevalier
- Carlo Bagno : L'huissier
- Renato Malavasi : Arnaldo, le mari de « Bête Vorace »
- Ilona Staller : Gianka